# James Foster (baloncestista)
James V. "Jimmy" Foster (Jersey City, Nueva Jersey, 16 de diciembre de 1951) es un exjugador de baloncesto estadounidense que disputó dos temporadas en la ABA, y una más en la CBA. Con 1,85 metros de estatura, jugaba en la posición de base.

## Trayectoria deportiva

### Universidad
Tras pasar dos años en el Becker Junior College, en donde en el segundo promedió 34 puntos por partido, jugó dos temporadas con los Huskies de la Universidad de Connecticut, en las que promedió 16 puntos, 3,7 asistencias y 3,4 rebotes por encuentro.

### Profesional
Fue elegido en la quincuagésimo séptima posición del Draft de la NBA de 1974 por Cleveland Cavaliers, y en la sexagésimo séptima posición del draft de la ABA por los Carolina Cougars, que ese año se trasladaron de ciudad pasando a denominarse Spirits of St. Louis, equipo por el que fichó. Jugó una temporada en la que promedió 4,5 puntos y 3,5 asistencias por partido.
Al año siguiente fue traspasado a los Denver Nuggets, donde jugó una temporada y disputó el All-Star Game, pero no por méritos propios, sino porque ese año se cambió el formato y el partido lo disputaron el equipo que a mitad de temporada llevaba mejor balance departidos, en este caso los Nuggets, contra una selección de la liga. En 5 minutos de juego no logró anotar ni un solo punto.
Al término de la temporada, la liga se fusionó con la NBA, y Denver fue uno de los equipos que sobrevivieron al cambio, pero Foster fue despedido. Jugó una temporada en los Allentown Jets de la CBA antes de retirarse definitivamante.

## Estadísticas de su carrera en la ABA

### Temporada regular
| Temporada | Edad | Equipo               | Liga | Pos. | P  | TIT | MIN  | TC  | TCA | %TC  | 3P  | 3PA | %3P  | 2P  | 2PA | %2P  | TL  | TLA | %TL  | R.OF. | R.DEF. | REB | ASIS | ROB | TAP | PER | FP  | PTS |
| 1974-75   | 23   | Spirits of St. Louis | ABA  | PG   | 41 |     | 19.7 | 1.9 | 5.1 | .373 | 0.0 | 0.1 | .000 | 1.9 | 5.0 | .384 | 0.7 | 0.8 | .794 | 0.5   | 1.4    | 1.8 | 3.5  | 1.0 | 0.1 | 2.1 | 2.9 | 4.5 |
| 1975-76 ★ | 24   | Denver Nuggets       | ABA  | PG   | 48 |     | 7.3  | 1.1 | 3.0 | .372 | 0.0 | 0.2 | .125 | 1.1 | 2.9 | .387 | 0.8 | 1.3 | .609 | 0.4   | 0.5    | 0.9 | 1.0  | 0.4 | 0.1 | 1.3 | 1.6 | 3.1 |
| Total     |      |                      | ABA  |      | 89 |     | 13.0 | 1.5 | 4.0 | .373 | 0.0 | 0.2 | .071 | 1.5 | 3.8 | .385 | 0.7 | 1.1 | .673 | 0.4   | 0.9    | 1.3 | 2.1  | 0.7 | 0.1 | 1.7 | 2.2 | 3.7 |

### Playoffs
| Temporada | Edad | Equipo               | Liga | Pos. | P | TIT | MIN | TC  | TCA | %TC  | 3P  | 3PA | %3P  | 2P  | 2PA | %2P  | TL  | TLA | %TL  | R.OF. | R.DEF. | REB | ASIS | ROB | TAP | PER | FP  | PTS |
| 1974-75   | 23   | Spirits of St. Louis | ABA  | PG   | 7 |     | 7.4 | 0.9 | 2.3 | .375 | 0.0 | 0.1 | .000 | 0.9 | 2.1 | .400 | 0.6 | 1.1 | .500 | 0.4   | 0.4    | 0.9 | 0.9  | 0.4 | 0.0 | 0.7 | 1.3 | 2.3 |
| 1975-76   | 24   | Denver Nuggets       | ABA  | PG   | 2 |     | 6.5 | 2.5 | 4.0 | .625 | 0.0 | 0.0 |      | 2.5 | 4.0 | .625 | 1.5 | 3.5 | .429 | 0.5   | 0.5    | 1.0 | 0.5  | 0.5 | 0.0 | 1.5 | 2.0 | 6.5 |
| Total     |      |                      | ABA  |      | 9 |     | 7.2 | 1.2 | 2.7 | .458 | 0.0 | 0.1 | .000 | 1.2 | 2.6 | .478 | 0.8 | 1.7 | .467 | 0.4   | 0.4    | 0.9 | 0.8  | 0.4 | 0.0 | 0.9 | 1.4 | 3.2 |